# 廖嘉敏
廖嘉敏（英語：Ashia），香港歌手、演員及臨床心理學家。畢業於香港大學心理學系，曾於公營醫院擔任臨床心理學家十四年。2019年加入爆炸戲棚，其後參與多個舞台製作。 

## 個人生活與專業背景
廖嘉敏擁有臨床心理學專業背景，曾在公營醫院服務，期間專門負責癌症病患。2019年，她離開公營醫院轉投演藝事業。
廖嘉敏育有一女。她於2017年成為人母後，曾一度考慮放棄歌手事業以專注照顧家庭。

## 音樂與演藝生涯

### 音樂發展
廖嘉敏於大學時期簽約成為歌手，早年廣東話唱片監製為王菀之的唱片監製馮翰銘（Alex Fung），推出首張EP《Dream On》並親自填詞。然而，為了專心修讀臨床心理學，她曾一度暫停公開表演和音樂創作。2017年，她重新推出首張發燒碟《Our Splendid Time》，並開始參與音樂活動。

### 演藝發展
音樂劇：曾參與《林子祥LaMusical 2019演唱會》、《小男人周記》及香港首部長壽音樂劇《我們的青春日誌》，並在後者中擔任女主角 Jessica。
微電影：主演多部微電影，包括《道歉麪包店》、《黃格仔》及《夢魘洄游》。2024年，她憑藉《夢魘洄游》榮獲第十一屆微電影「創+作」支援計劃最佳女主角金獎。

## 作品與活動

### EP/專輯作品
| 作品名稱              | 發行年份 | 備註        |
| 《Dream On》          | 2011年   | 首張個人 EP |
| 《Our Splendid Time》 | 2017年   | 首張發燒碟  |

### 單曲作品
| 單曲名稱               | 發行年份 | 備註                     |
| 《Movin' On》          | 2023年   | Ashia x Ghost Style      |
| 《幻痛》               | 2023年   |                          |
| 《做個回憶作回憶》     | 2023年   | 《道歉麵飽店》主題曲     |
| 《私人風呂》           | 2024年   | 「自我關懷三部曲」第一部 |
| 《夢洄》               | 2024年   | 《夢魘洄游》主題曲       |
| 《給世上不可或缺的人》 | 2025年   | 「自我關懷三部曲」第二部 |

### 音樂劇
| 作品名稱                       | 演出年份 | 角色     | 備註   |
| 《林子祥LaMusical 2019演唱會》 | 2019年   | 參與演出 | 音樂劇 |
| 《我們的青春日誌》             | 2023年   | Jessica  | 女主角 |
| 《小男人周記》                 | 2023年   | 參與演出 | 音樂劇 |

### 微電影
| 作品名稱       | 發行年份 | 備註                   |
| 《道歉麪包店》 | 2023年   | 主演                   |
| 《黃格仔》     | 2023年   | 主演                   |
| 《夢魘洄游》   | 2024年   | 主演，獲最佳女主角金獎 |

### 獎項/榮譽
| 獎項名稱                                      | 日期   | 備註               |
| 第十一屆微電影「創+作」支援計劃最佳女主角金獎 | 2024年 | 憑《夢魘洄游》獲獎 |